# دیوید ادوارد هیوز
دیوید ادوارد هیوز(به انگلیسی: David Edward Hughes)،(زاده ۱۶ مه ۱۸۳۱ – درگذشته ۲۲ ژانویه ۱۹۰۰)، مخترع آمریکایی-انگلیسی، آزمایشگر تجربی، و پروفسور موسیقی است که به خاطر کارش روی ماشین ثبت مخابرات تلگرافی و میکروفون شناخته شده است.